# Сучурай
Сучурай (хорв. Sućuraj) — населений пункт і громада в Сплітсько-Далматинській жупанії Хорватії.

## Населення
Населення громади за даними перепису 2011 року становило 463 осіб. Населення самого поселення становило 357 осіб.
Динаміка чисельності населення громади:
Динаміка чисельності населення центру громади:

## Населені пункти
Крім поселення Сучурай, до громади також входять: 
- Богомолє
- Селця-код-Богомоля

## Клімат
Середня річна температура становить 12,12 °C, середня максимальна – 26,42 °C, а середня мінімальна – -2,32 °C. Середня річна кількість опадів – 932 мм.
| Клімат поселення                              | Клімат поселення | Клімат поселення | Клімат поселення | Клімат поселення | Клімат поселення | Клімат поселення | Клімат поселення | Клімат поселення | Клімат поселення | Клімат поселення | Клімат поселення | Клімат поселення | Клімат поселення |
| Показник                                      | Січ.             | Лют.             | Бер.             | Квіт.            | Трав.            | Черв.            | Лип.             | Серп.            | Вер.             | Жовт.            | Лист.            | Груд.            |                  |
| Середній максимум, °C                         | 7,98             | 8,47             | 12,09            | 16,01            | 20,75            | 24,69            | 26,42            | 26,27            | 21,45            | 16,90            | 11,68            | 8,68             |                  |
| Середня температура, °C                       | 2,82             | 3,32             | 6,96             | 10,89            | 15,61            | 19,57            | 22,24            | 22,09            | 17,26            | 12,71            | 7,49             | 4,50             |                  |
| Середній мінімум, °C                          | −2,32            | −1,79            | 1,83             | 5,74             | 10,48            | 14,42            | 18,04            | 17,92            | 13,07            | 8,52             | 3,31             | 0,31             |                  |
| Норма опадів, мм                              | 82               | 73               | 75               | 79               | 63               | 60               | 41               | 55               | 77               | 104              | 120              | 103              |                  |
| Середньомісячна швидкість вітру, м/с          | 2.75             | 3.14             | 3.22             | 2.98             | 2.63             | 2.38             | 2.37             | 2.22             | 2.48             | 2.58             | 3.10             | 3.20             |                  |
| Середньомісячна сонячна радіація, кДж/м²·день | 5587             | 8235             | 11944            | 16148            | 19829            | 22564            | 24290            | 21489            | 16025            | 10478            | 6110             | 4773             |                  |
| --------------------------------------------- | ---------------- | ---------------- | ---------------- | ---------------- | ---------------- | ---------------- | ---------------- | ---------------- | ---------------- | ---------------- | ---------------- | ---------------- | ---------------- |
| Джерело:                                      |                  |                  |                  |                  |                  |                  |                  |                  |                  |                  |                  |                  |                  |